# Empanda ornata
Genre
Espèce
Synonymes
- Bavia ornata Peckham & Peckham, 1885

Empanda ornata, unique représentant du genre Empanda, est une espèce d'araignées aranéomorphes de la famille des Salticidae.

## Distribution
Cette espèce est endémique du Guatemala.

## Description
Le mâle mesure 8 mm et la femelle 11 mm.

## Publications originales
- Peckham & Peckham, 1885 : On some new genera and species of Attidae from the eastern part of Guatamala. Proceedings of the Natural History Society of Wisconsin, vol. 1885, p. 62-86 (texte intégral).
- Simon, 1903 : Histoire naturelle des araignées. Paris, vol. 2, p. 669-1080 (texte intégral).